# Borland Graphics Interface
Borland Graphics Interface (англ. Графический интерфейс Borland), также известный как BGI, представляет собой графическую библиотеку, входящую в программные пакеты нескольких компиляторов компании Borland для операционной системы DOS с 1987 года. Также BGI используется для поддержки графики в других программных продуктах Borland, включая электронные таблицы Quattro. Библиотека загружает графические драйверы (*.BGI) и векторные шрифты (*.CHR) с диска для обеспечения устройство-независимой поддержки графики. Также существует возможность встроить графический драйвер в исполняемый файл путём компоновки его в виде объектного кода с помощью специальной утилиты, входящей в пакет компилятора (bgiobj.exe). Существует множество драйверов для различных графических адаптеров того времени таких, как CGA, EGA и VGA, а также принтеров и некоторых типов плоттеров. 
Последняя среда разработки под DOS для языка C++ от Borland была Borland C++ 3.1 (1992). Последняя среда разработки, в принципе поддерживающая BGI, была Borland C++ 5.02 (1997), которая, несмотря на то, что работала под операционной системой Windows, имела функционал для компиляции программ для DOS. Интерфейс BGI доступен в C/C++ через библиотеку graphics.lib и путём подключения заголовочного файла graphics.h, а в среде Borland Pascal для соответствующего языка программирования — через модуль Graph.
Библиотека BGI, безусловно, менее мощная, чем современные графические библиотеки, вроде SDL или OpenGL, хотя она была разработана для презентации графических возможностей, а не событийно-ориентированных 3D-приложений. Тем не менее, интерфейс BGI рассматривается, как наиболее простой, для программирования графики. 

## Сторонние драйвера BGI
На волне популярности компиляторов Borland, несколько независимых разработчиков программного обеспечения создавали собственные BGI-драйверы для нестандартных видеорежимов, современных видеокарт, принтеров, плоттеров и графического вывода в файл. 
В 1994 компания Jordan Hargraphix Software выпустила BGI-драйверы для видеорежима SVGA версии 5.5, которые стали совместимы с некоторыми SVGA-адаптерами, среди которых ATI или Cirrus Logic и VESA- и VBE-совместимые карты. Также существовали модифицированные драйверы для нестандартных графических режимов VGA путём записи напрямую в регистры видеоадаптера и драйверы для защищённого режима для Turbo Pascal 7.0. Эти драйверы распространялись по типу shareware и при их приобретении высылался их исходный код и обеспечивалась техническая поддержка, хотя теперь они больше не поддерживаются и стали abandonware.

## Пример
Следующая программа, написанная на языке C++, рисует 1000 линий случайных цветов и в случайных местах. 
```
#include
 
<stdio.h>

#include
 
<stdlib.h>

#include
 
<graphics.h>

int
 
main
 
(
void
)

{

  
int
 
i
,
 
gd
,
 
gm
;

  
gd
 
=
 
DETECT
;

  
initgraph
 
(
&
gd
,
 
&
gm
,
 
""
);

  
setbkcolor
 
(
BLACK
);

  
cleardevice
 
();

  
outtextxy
 
(
0
,
 
0
,
 
"Рисую 1000 линий..."
);

  
for
 
(
i
 
=
 
0
;
 
i
 
<
 
1000
;
 
i
++
)
 
{

    
setcolor
 
(
1
 
+
 
random
 
(
15
));

    
line
 
(
 
random
(
getmaxx
()),
 
random
(
getmaxy
()),

    
random
(
getmaxx
()),
 
random
(
getmaxy
())
 
);

  
}

  
getch
 
();

  
closegraph
 
();

  
return
 
0
;

}

```

## Внешние ссылки
- Winbgim порт BGI для Microsoft Windows; предоставляет несколько расширений.
- The GRX graphics library содержит подсистему BGI, по большей части совместимую с оригинальным BGI.
- WinBGI и Xbgi, часть ptoc, довольно полные реализации BGI для Microsoft Windows и X11. Последняя версия доступна здесь: SourceForge.
- SDL_bgi кроссплатформенный порт, написанный на SDL2; предоставляет несколько расширений.
- OpenBGI library ещё один порт для Microsoft Windows.
- libgraph реализация BGI для GNU/Linux, написанная на SDL1.